# PZL TS-11 Iskra

Silnik SO-3W eksponowany w MLP w Krakowie

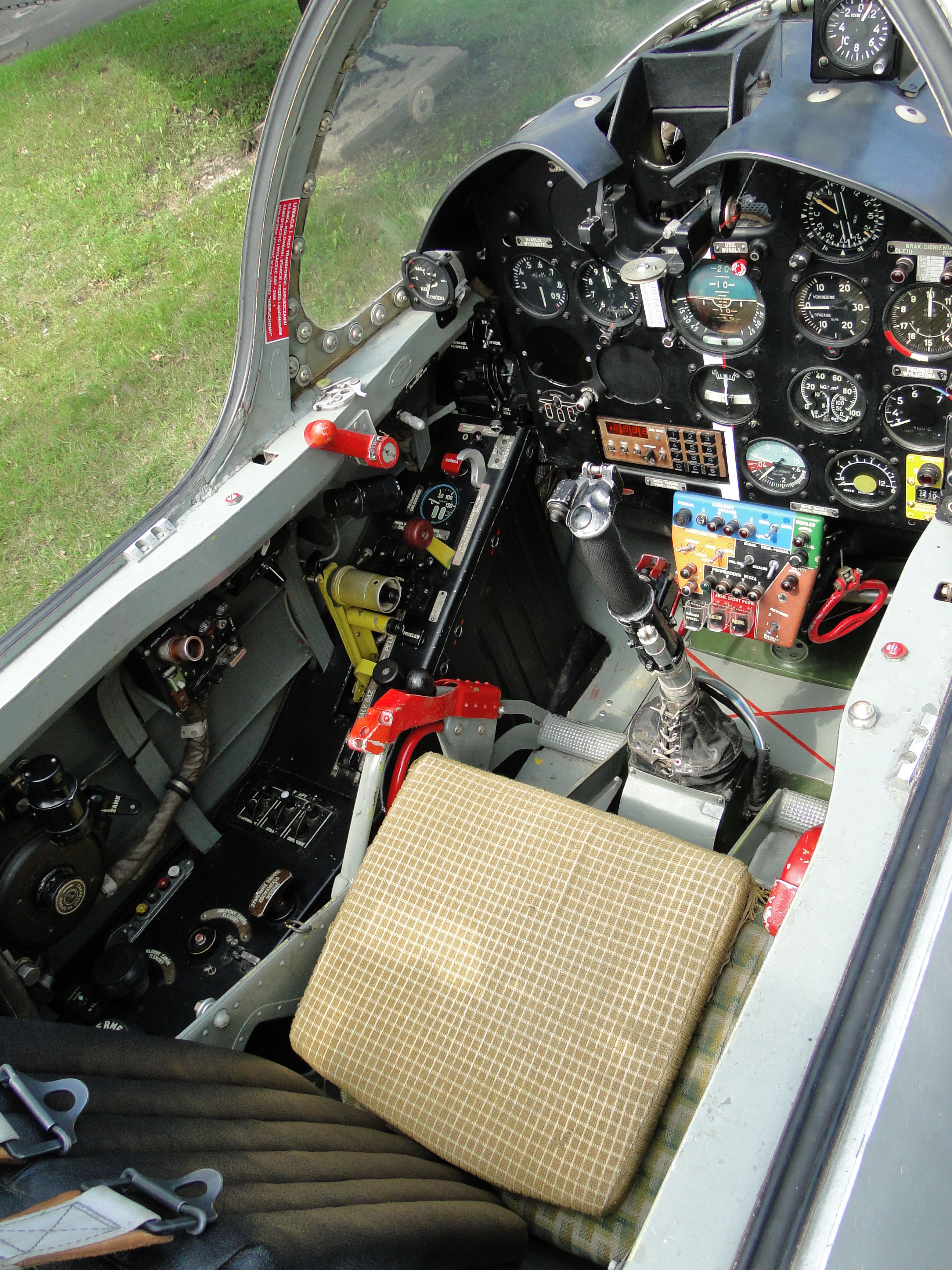
Wnętrze kabiny pilota samolotu TS-11 Iskra R

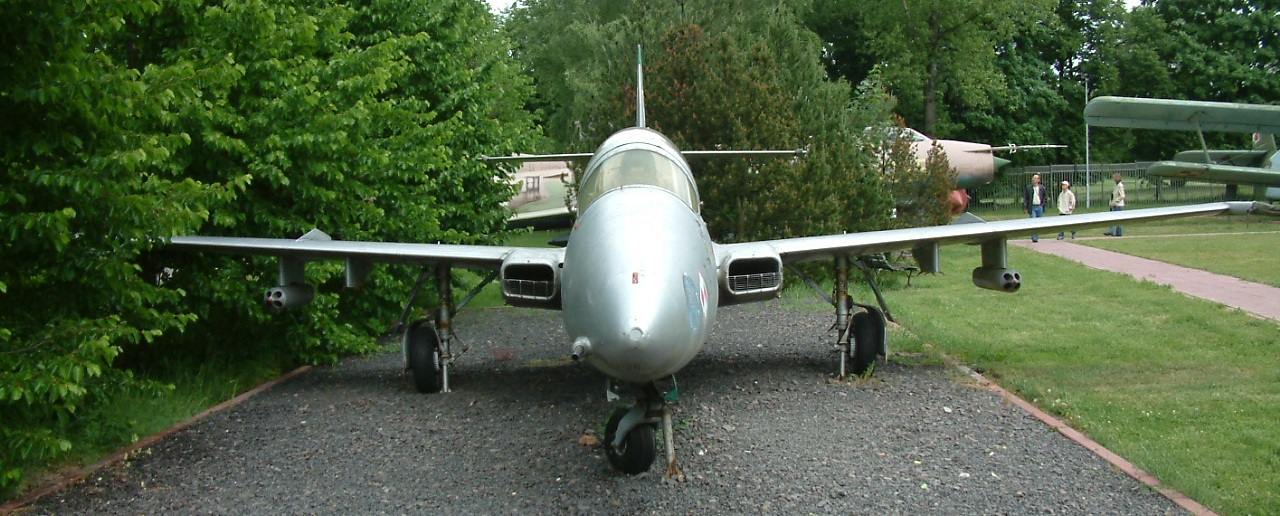
TS-11 Iskra bis B, widok z przodu, Muzeum Uzbrojenia w Poznaniu

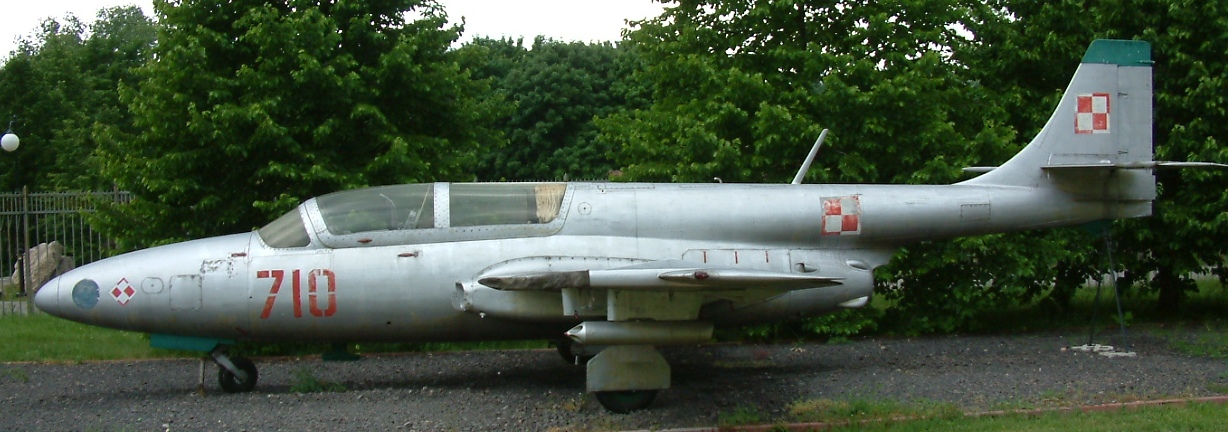
TS-11 Iskra bis B, widok z boku, Muzeum Uzbrojenia w Poznaniu

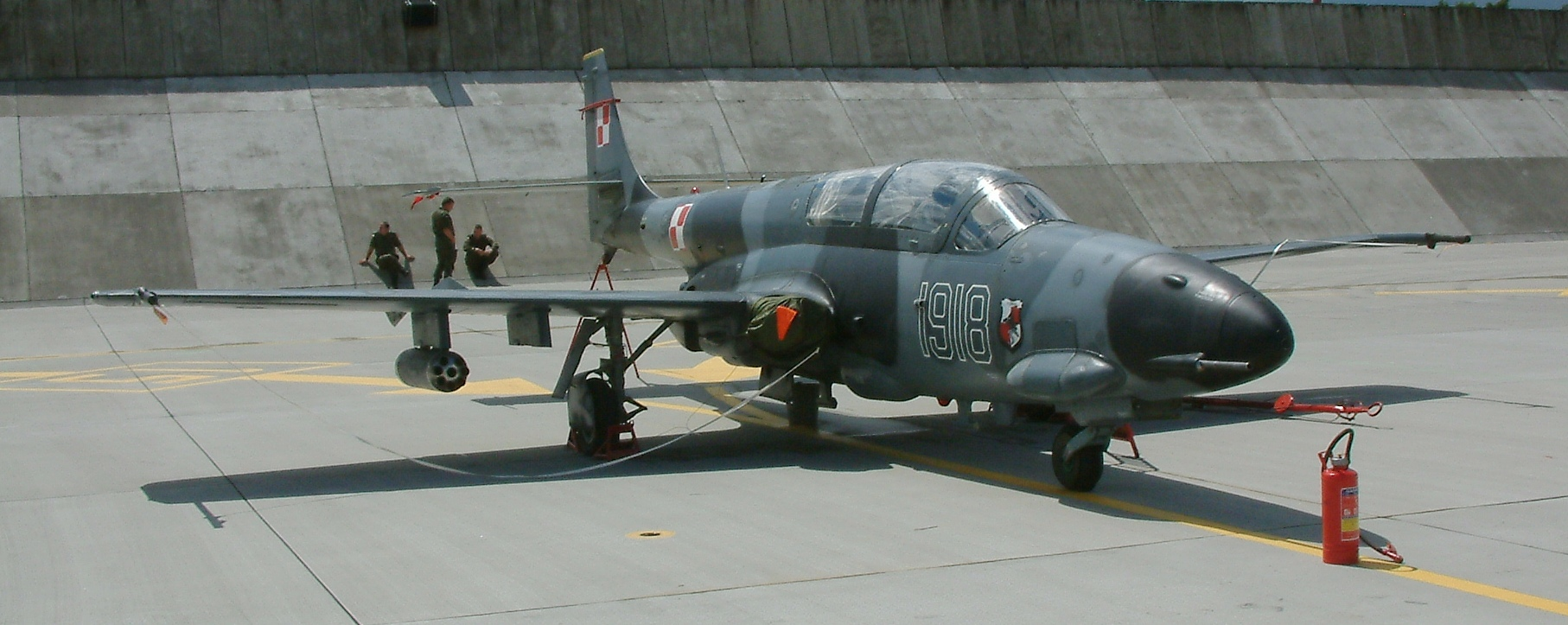
TS-11 Iskra R w barwach 3 Eskadry Lotnictwa Taktycznego

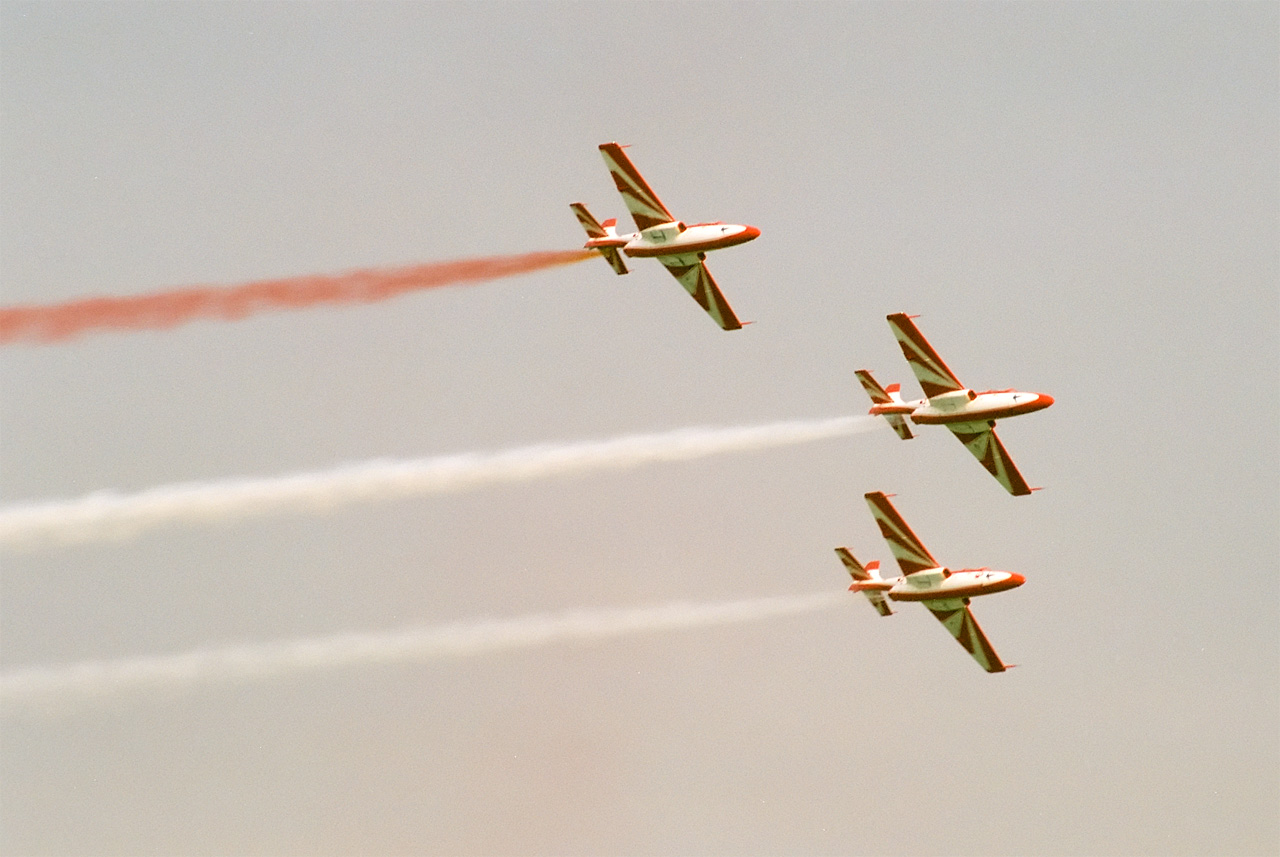
Samoloty TS-11 Iskra MR w malowaniu Biało-Czerwonych Iskier

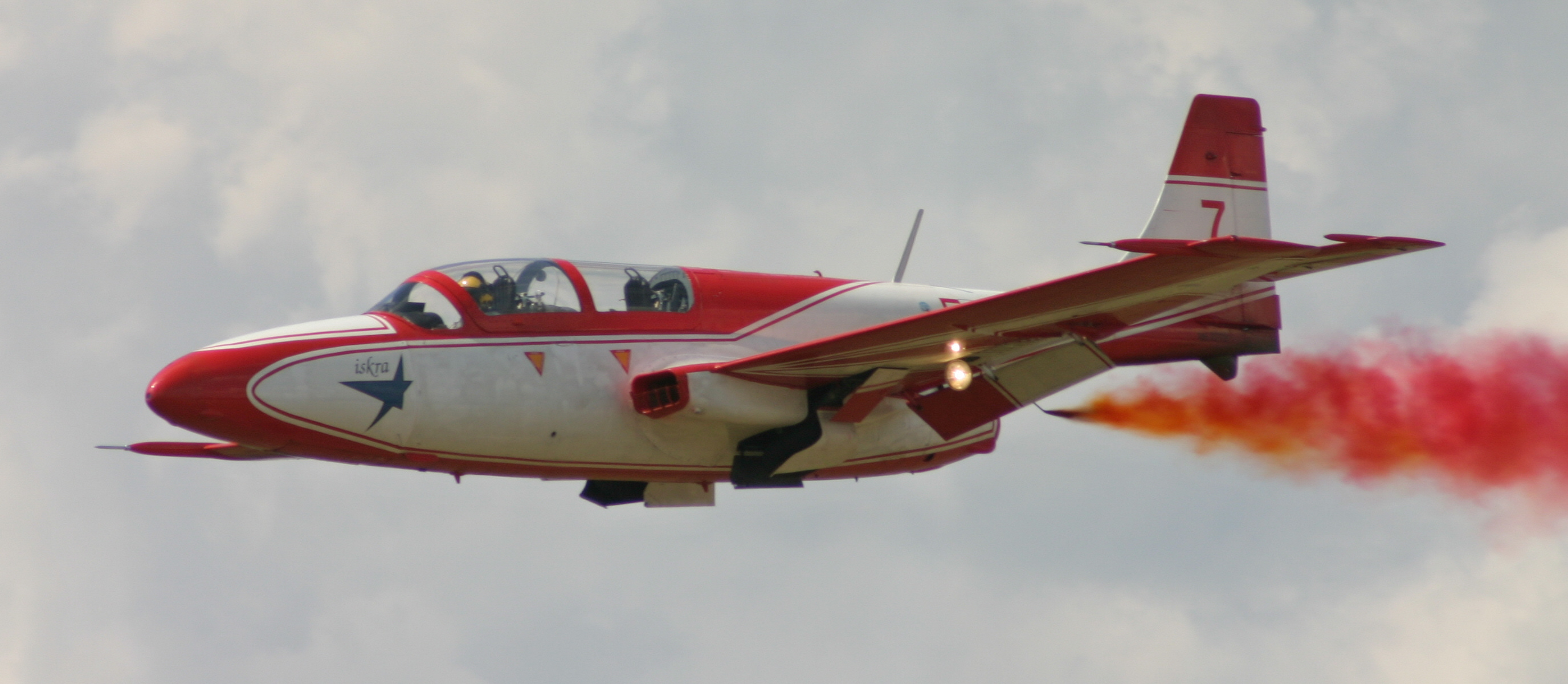
Samolot TS-11 Iskra MR w malowaniu Biało-Czerwonych Iskier

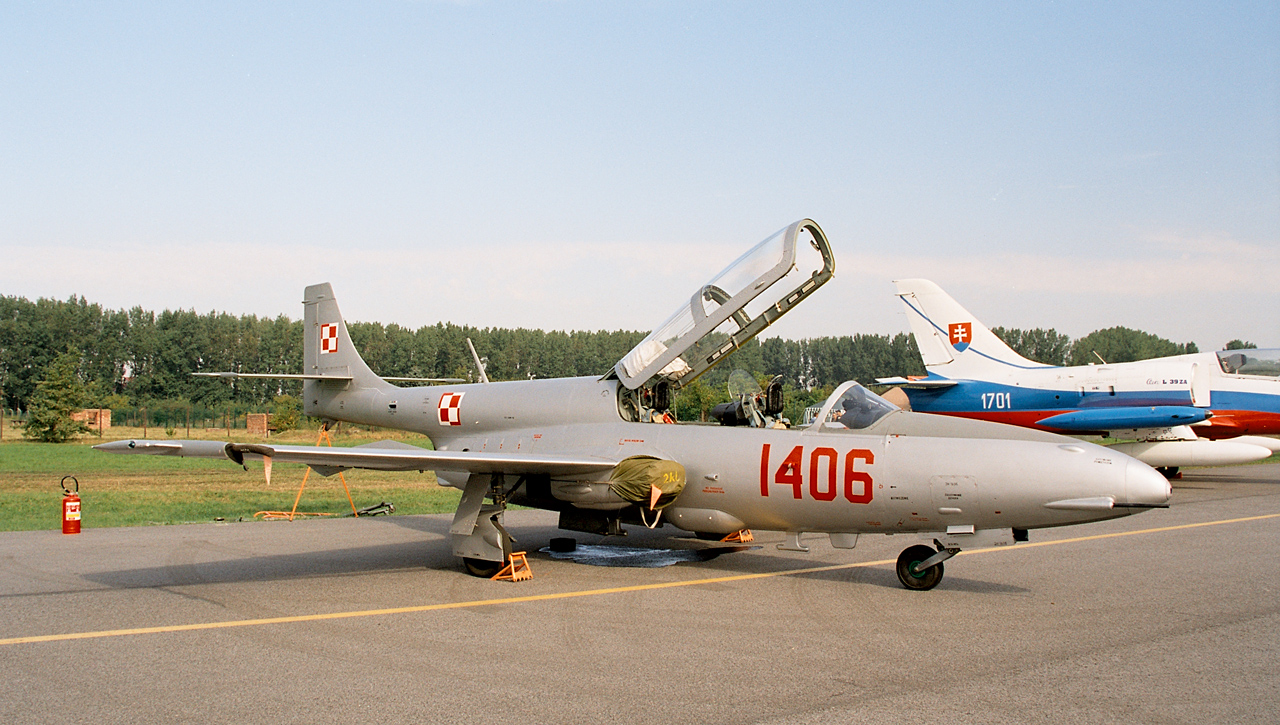
TS-11 Iskra bis DF

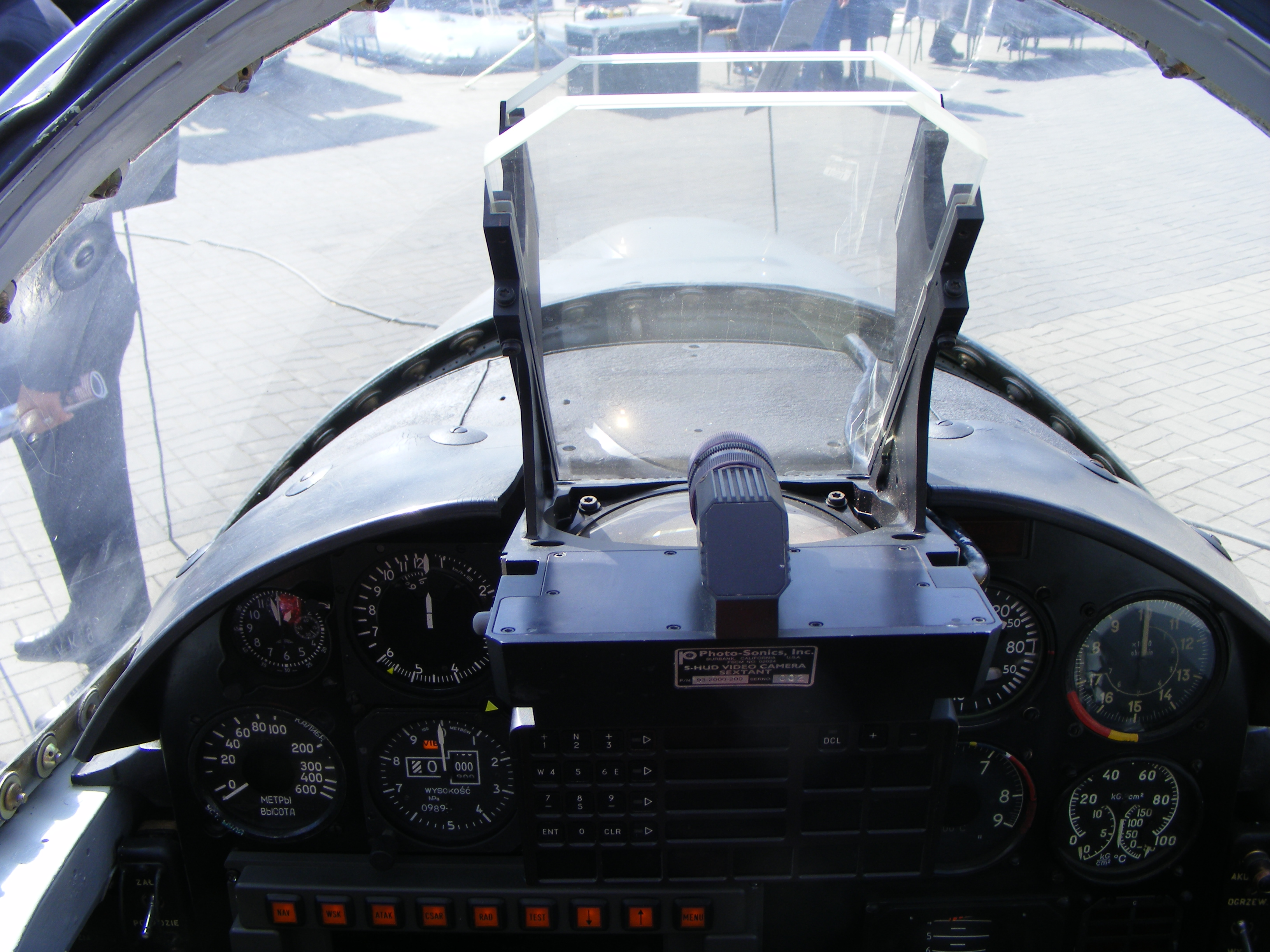
Wyświetlacz przezierny zamontowany na PZL TS-11F

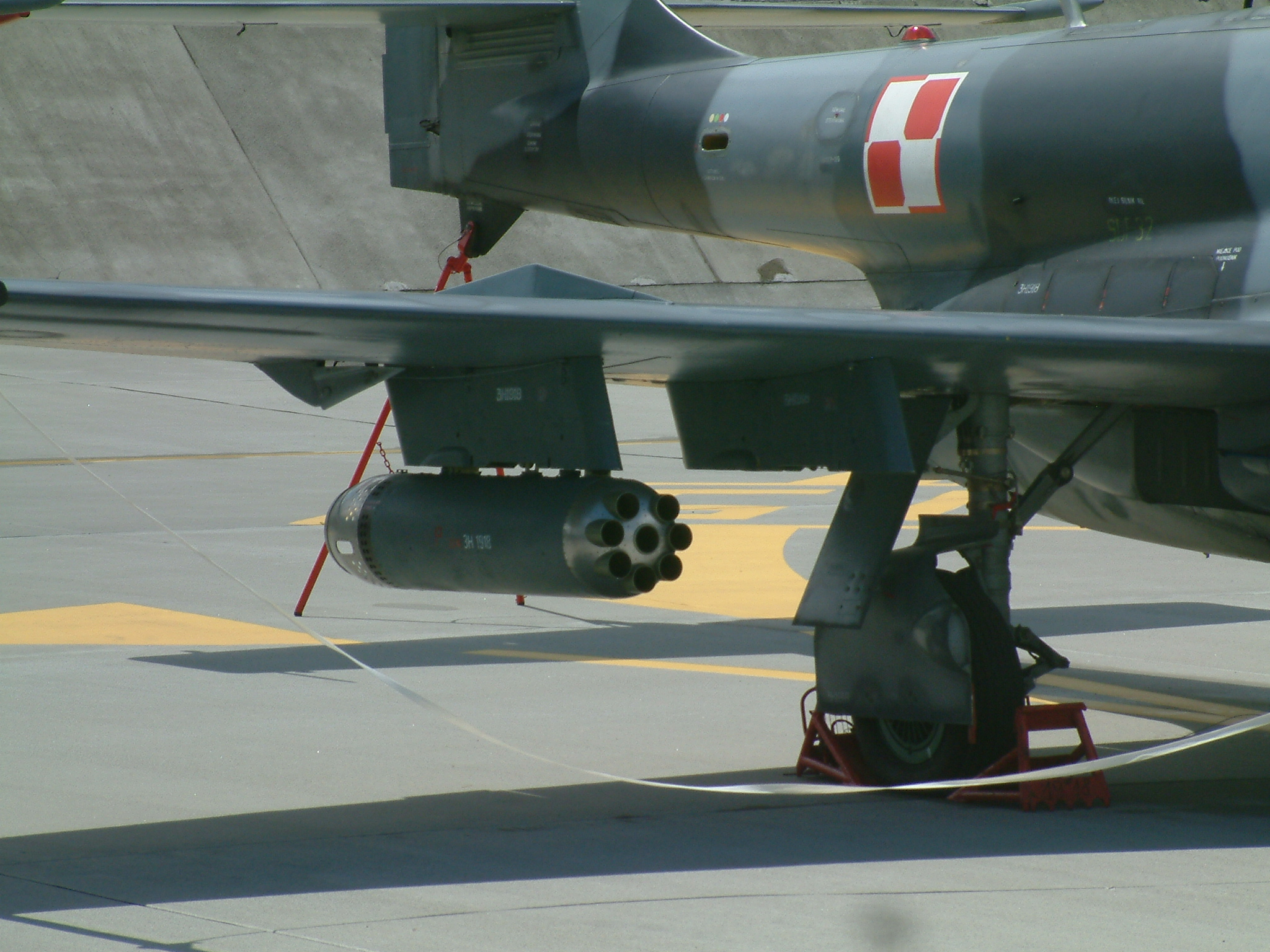
Wyrzutnia niekierowanych pocisków rakietowych Mars-4 na zewnętrznym zamku TS-11 Iskra R

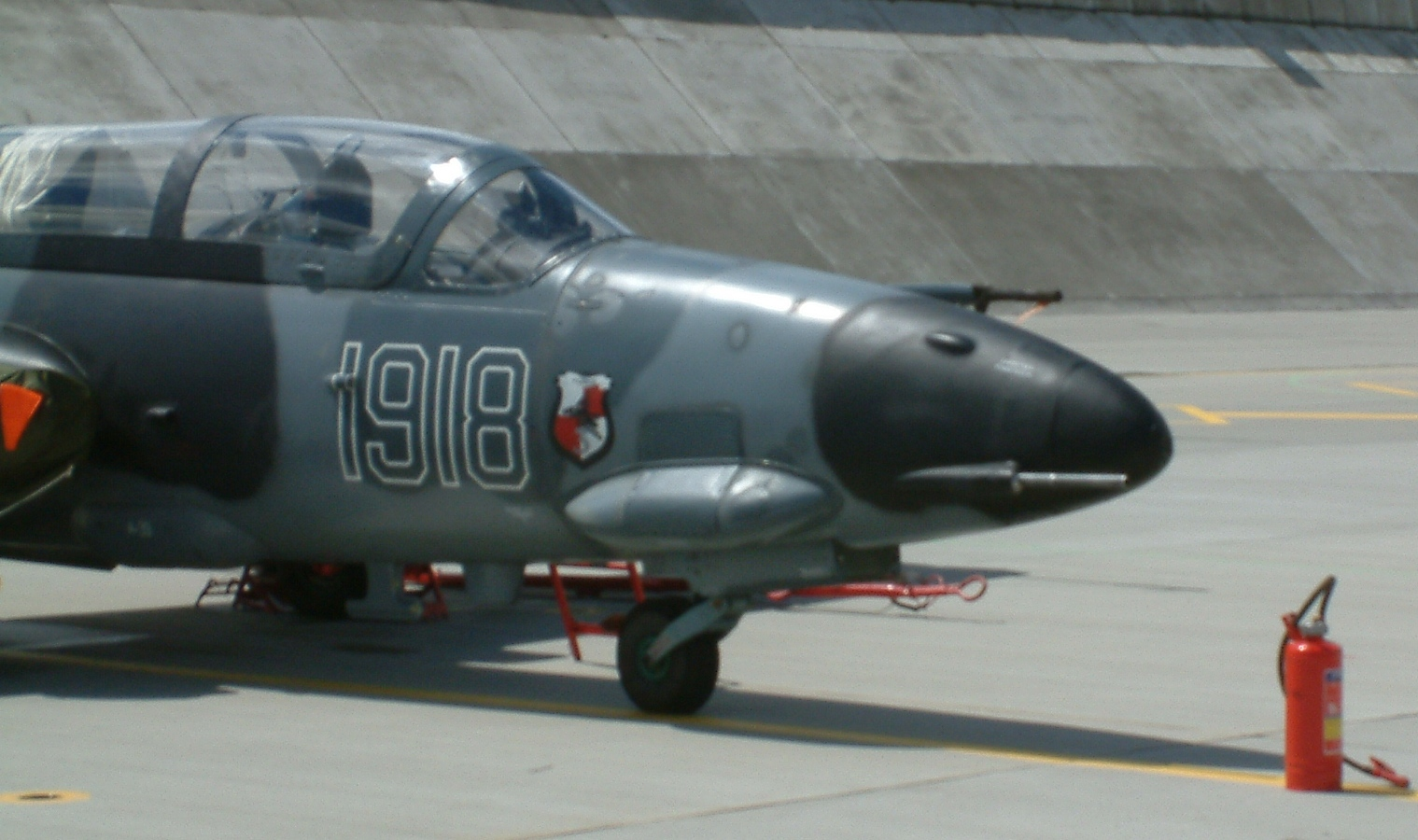
Przód kadłuba TS-11 Iskra R, widoczna lufa działka 23 mm oraz opcjonalny pojemnik na łuski

PZL TS-11 Iskra – samolot szkolno-treningowy, produkowany przez zakłady WSK „PZL Mielec” (obecnie Polskie Zakłady Lotnicze Sp. z o.o. w Mielcu), zaprojektowany przez zespół pod kierunkiem Tadeusza Sołtyka (stąd oznaczenie TS).
Pierwsza polska konstrukcja lotnicza napędzana silnikiem odrzutowym.

## Historia powstania samolotu TS-11 Iskra i próby wytrzymałościowe
Wprowadzenie do wyposażenia Wojsk Lotniczych samolotów odrzutowych wymusiło potrzebę zbudowania nowoczesnego samolotu szkolno-treningowego, dzięki któremu w porównaniu z nauką na samolotach tłokowych czas szkolenia ucznia uległby znacznemu skróceniu, co spowodowałoby obniżenie kosztów. Pozwoliłoby to również wyrobić u pilota od samego początku odruchy właściwe dla sterowania samolotem odrzutowym. Pomysł budowy nowoczesnego samolotu szkolno-treningowego w swoich założeniach obejmował stworzenie uniwersalnej nowej maszyny mającej jednocześnie cechy samolotu do szkolenia podstawowego, samolotu przejściowego i samolotu szkolno-bojowego. Taki samolot dawałby możliwość wszechstronnego przeszkolenia pilota na jednym typie maszyny.
Zlecenie na opracowanie projektu wstępnego TS-11 Iskra, obejmujące wymagania taktyczno-techniczne określone przez Dowództwo Wojsk Lotniczych, otrzymało w 1957 roku biuro konstrukcyjne kierowane przez doc. inż. Tadeusza Sołtyka. Do końca 1959 r. wykonano projekt wstępny i konstrukcyjny, niezbędne makiety i przeprowadzono próby statyczne w Zakładzie Wytrzymałości (TK) Instytutu Lotnictwa wykonywane pod kierunkiem inż. Tadeusza Chylińskiego. Zbudowano 4 prototypy samolotu. Prototyp do prób statycznych, zmęczeniowych i rezonansowych oznaczony PR-01 był gotowy w marcu 1959 r. Jednocześnie z pracami nad projektem wstępnym Iskry przystąpiono w Instytucie Lotnictwa do opracowywania silnika do jego napędu SO-1 (silnik odrzutowy 1, później otrzymał on kryptonim wojskowy – Kaszub).
Przy wykonywaniu badań statycznych samolotu powstały trudności, które polegały na tym, że na jednym egzemplarzu do badań statycznych trzeba było przeprowadzić wiele prób w taki sposób, aby ewentualne uszkodzenie samolotu przy jednej próbie nie uniemożliwiło przeprowadzenie następnych. Najpierw przeprowadzano próby mniejszych zespołów, a na końcu całego samolotu. W przypadku Iskry przeprowadzono ponad 100 prób na jednym egzemplarzu samolotu, doprowadzając w rezultacie na końcu do obciążenia łamiącego. Głównie próby przeprowadzali pod kierunkiem inż. Tadeusza Chylińskiego pracownicy Zakładu inż. Stanisław Mosica i inż. Wiesław Datkowski. Na podstawie pozytywnie zaopiniowanych prób statycznych samolot został dopuszczony do prób w locie.
Oprócz badań statycznych samolotu TS-11 Iskra w Zakładzie Wytrzymałości (TK) w wydzielonej pracowni przeprowadzane były od początku lat 60. XX wieku badania dotyczące analizy dynamiki nowego silnika turboodrzutowego SO-1 metodą modeli dynamicznie podobnych.
W 1964 r. pracownia dynamiki Zakładu Wytrzymałości Instytutu Lotnictwa przeprowadziła w tunelu aerodynamicznym (Ø = 5 m) badania flatterowe na modelu (dynamicznie podobny) ogona samolotu TS-11 Iskra, sprawdzając skuteczność dla tego samolotu wyważeń, umieszczanych następnie na stateczniku poziomym i skrzydłach. Pod koniec lat 90. XX w. z inicjatywy Instytutu Technicznego Wojsk Lotniczych i we współpracy z Instytutem Lotnictwa przeprowadzono analizy i badania, w tym próby w locie. Wobec jednak podjęcia decyzji o dalszym niemodernizowaniu samolotu, zrezygnowano z realizacji przygotowanej już w Instytucie Lotnictwa próby zmęczeniowej. Ograniczono się do zmniejszenia zakresu dopuszczalnych wartości współczynnika obciążeń samolotu i zwiększenia zakresu stosowania współczesnych metod badań nieniszczących krytycznych rejonów struktury nośnej samolotu.

## Historia rozwoju konstrukcji
- Pierwszy, nieuzbrojony prototyp PR-02 z silnikiem Viper 8 o ciągu 7,80 kN (795 kG) zakupionym na Zachodzie via Jugosławia, został oblatany 5 lutego 1960 roku przez pilota doświadczalnego Instytutu Lotnictwa, inż. Andrzeja Abłamowicza. Kolejne dwa prototypy PR-03 i PR-04 zostały oblatane w marcu i lipcu 1961. Od pierwszej maszyny różnił je silnik HO-10 o ciągu 7,84 kN (800 kG) oraz posiadane już uzbrojenie (działko kal. 23 mm).
- TS-11 Iskra bis A – wersja szkolno-treningowa produkowana od 1963 roku. Po zainstalowaniu silnika SO-1 o ciągu (980 kG) pobito na niej (piloci: Andrzej Abłamowicz i Ludwik Natkaniec) następujące rekordy:

1. lot po obwodzie zamkniętym 100 km – 2 września 1964 – 715,7 km/h
2. lot po obwodzie zamkniętym 500 km – 24 września 1964 – 730 km/h
3. lot na bazie 15/25km – 26 września 1964 – 839 km/h

- TS-11 Iskra bis B – wersja szkolno-treningowa z czterema zamkami na podwieszane uzbrojenie. Prototyp nosił oznaczenie TS-11 Iskra 100.
- TS-11 Iskra bis C – jednomiejscowy samolot rozpoznawczy z 1971. Prototyp oznaczony był jako TS-11 Iskra 200 Art. Samolot został wyposażony w 3 kamery fotograficzne AFA-39, a w miejscu tylnego fotela dodatkowy zbiornik paliwa. Wyprodukowano 5 sztuk.
- TS-11 Iskra bis D – dwumiejscowa wersja szkolno-szturmowa z 1973. Prototyp oznaczono jako TS-11 Iskra 200 SB. Zwiększono jej udźwig w porównaniu z wersją bis B. 50 maszyn tego typu dostarczono lotnictwu wojskowemu Indii, gdzie weszły do służby w 1976.
- TS-11 Iskra bis DF – dwumiejscowa wersja szkolno-rozpoznawcza z 1974.
- TS-11 Iskra R – dwumiejscowa wersja rozpoznawcza stanowiąca wersję bis DF dostosowaną dla potrzeb lotnictwa morskiego, w 1992 roku wyposażona w amerykański radar pogodowy RDS-81, którego obsługą zajmował się operator na tylnym fotelu, oraz prosty system nawigacyjny GPS.
- TS-11 Iskra BR 200 – prototyp wersji jednomiejscowej rozpoznawczo-szturmowej z 1972. Nie wszedł do produkcji.
- TS-11 Iskra Jet/TS-11 Spark – pozbawione uzbrojenia samoloty, wycofywane ze służby, dla użytku w lotnictwie cywilnym spotykane m.in. w USA i Australii
- TS-11 Iskra MR – samoloty wyposażone w zmodernizowaną awionikę odpowiadającą standardom ICAO, używane w zespole akrobacyjnym Biało-Czerwone Iskry
- TS-11F Iskra – Demonstrator modernizacji Iskry zaprezentowany na MSPO 2008 przez Instytut Techniczny Wojsk Lotniczych. Wyposażony w nową awionikę oraz fotele wyrzucane Martin-Baker[3].

### Silniki
W samolotach produkowanych w latach 1967–1969 montowano silniki SO-1 o ciągu 9,80 kN (1000 kG). Od 1969 montowano SO-3 o przedłużonym resursie, później zmienione na silniki SO-3W o ciągu 10,80 kN (1100 kG). We wcześniejszych modelach wymieniano silniki na nowsze. W późniejszym okresie, wobec problemów z wprowadzeniem następcy Iskry – samolotu I-22 Iryda, rozważano zastosowanie w używanych maszynach nowych silników K-15 Kaszub.

## Opis wersji Iskra bis D
- załoga – dwie osoby (uczeń z przodu i instruktor z tyłu)
- długość – 11,15 m
- rozpiętość – 10,06 m
- wysokość – 3,50 m
- powierzchnia nośna – 17,50 m²
- masa własna – 2560 kg
- masa całkowita – 3724 kg (wersja SNP)
- maksymalna masa startowa 3840 kg
- silnik jeden WSK SO-3W o ciągu 10,80 kN (1100 kG) (początkowo WSK SO-3 o ciągu 9,80 kN (1000 kG))

### Osiągi wersji Iskra bis D z silnikiem SO-3W
- prędkość maksymalna – 720 km/h na 5000 m
- zasięg – 1260 km
- pułap operacyjny – 11 000 m
- prędkość wznoszenia – 14,8 m/s
- obciążenie skrzydła – 213 kg/m²
- stosunek ciągu do masy – 1:3,4

## Uzbrojenie
- w przedniej części kadłuba seryjnie jedno działko NS-23 (115P) kal. 23 mm z możliwością wymiany na działko NR-23 (150P).
- 4 węzły na podwieszane uzbrojenie – max. 4 × 100 kg bomb lub zasobniki z karabinami maszynowymi (Zeus-1) oraz uniwersalne zasobniki niekierowanych pocisków rakietowych klasy „powietrze-ziemia” Mars-4, lub zasobniki ZR-8 z bombami odłamkowymi.

## Użytkownicy
Byli użytkownicy
- Indie – w 1975 roku Indyjskie Siły Powietrzne zamówiły 50 samolotów TS-11 Iskra. Według źródła[4] Indie używały 76 samolotów typu Iskra. Zostały wycofane ze służby 16 grudnia 2004 roku[5].
- Polska – maszyny wycofano ze służby w lotnictwie szkolnym w grudniu 2020 roku[6], zaś 27 lipca 2022 roku samolot szkolny TS-11 Iskra został oficjalnie wycofany ze służby w Siłach Powietrznych[7].

## W muzeach
- Muzeum Techniki Wojskowej w Zabrzu
  - TS-11 Iskra nr taktyczny 812, nr seryjny 1HO-0812
- Muzeum Wojsk Lądowych w Bydgoszczy
  - TS-11 Iskra nr taktyczny 209, nr seryjny 1H-0209
- Lubuskie Muzeum Wojskowe w Drzonowie
  - TS-11 Iskra nr taktyczny 506, nr seryjny 1H-0506
  - TS-11 Iskra nr taktyczny 530, nr seryjny 2H-0530
  - TS-11 Iskra 200 BR nr taktyczny 823, nr seryjny 4H-0823
- Muzeum Marynarki Wojennej w Gdyni
  - TS-11 Iskra nr taktyczny 414, nr seryjny 1H-0414
- Muzeum Lotnictwa Polskiego w Krakowie
  - TS-11 Iskra nr taktyczny 04, nr seryjny 11PR04 (prototyp)
  - TS-11 Iskra nr taktyczny 1007, nr seryjny 1H-1007
  - TS-11 Iskra nr taktyczny 1, nr seryjny 1H-0730 – samolot zespołu akrobacyjnego Biało-Czerwone Iskry o nazwie własnej „Czerwona 1”
  - TS-11 Iskra nr taktyczny 012 – przekrój szkoleniowy i magazyn części zamiennych
  - TS-11 Iskra nr taktyczny 1221, nr seryjny 3H-1221
  - TS-11 Iskra nr taktyczny 1909, nr seryjny 3H-1909
- Muzeum Kampanii Wrześniowej i Twierdzy Modlin w Nowym Dworze Mazowieckim
  - TS-11 Iskra nr taktyczny 1227
- Muzeum Uzbrojenia w Poznaniu
  - TS-11 Iskra nr taktyczny 710, nr seryjny 1H-0710
- Muzeum Oręża Polskiego w Kołobrzegu
  - TS-11 Iskra nr taktyczny 1411
  - TS-11 Iskra nr taktyczny 1806
  - TS-11 Iskra nr taktyczny 1807
- Muzeum Wojska Polskiego w Warszawie
  - TS-11 Iskra nr taktyczny 101, nr seryjny 1H-0101 – w parku plenerowym przed główną siedzibą
- Muzeum Broni i Militariów w Świdnicy
  - TS-11 Iskra nr taktyczny 2, nr seryjny 1H-0726 – samolot zespołu akrobacyjnego „Biało-Czerwone Iskry” o nazwie własnej „Czerwona 2”
- Muzeum Barwy i Oręża „Arsenał” w Zamościu
  - TS-11 Iskra nr taktyczny 611, nr seryjny 1H-0611
- Lotnicze Zakłady Naukowe we Wrocławiu
  - TS 11 Iskra nr taktyczny 706
- RAF Manston History Museum mieszczące się na terenie lotniska Kent International
  - TS-11, trzeci wybudowany prototyp samolotu o rejestracji SP-DOF (obecnie G-BXVZ), maszyna była wystawiana na Farnborough Airshow w 1978 roku[8].
- Fundacja Biało-Czerwone Skrzydła
  - TS-11 Iskra nr taktyczny 1214, nr seryjny 3H-1214 – samolot odrestaurowany i przywrócony do stanu lotnego przez Fundację Biało-Czerwone Skrzydła w 2014 roku. Aktualnie na cywilnych znakach SP-YBC.
  - TS-11 Iskra nr taktyczny 1402, nr seryjny 3H-1402 – samolot odrestaurowany i przywrócony do stanu lotnego przez Fundację Biało-Czerwone Skrzydła w 2020 roku. Aktualnie na cywilnych znakach SP-YTH.
- Muzeum 303
  - TS-11 Iskra pozyskana z zagranicy (W1760) i po naprawach zdolna do lotu. Aktualnie na cywilnych znakach SP-YII[9].
- Midlands Air Museum w Coventry
  - TS-11 Iskra nr taktyczny 1706.[10]
- Muzeum COP Stalowa Wola[11]
  - TS-11 Iskra B, o numerze bocznym 721. Eksponat trafił z Muzeum Sił Powietrznych w Dęblinie, wcześniej należał do 42 Bazy Lotnictwa Szkolnego w Radomiu. Samolot służył między innymi w 61 Lotniczym Pułku Szkolno-Bojowym w Białej Podlaskiej, skąd 7 marca 1996 r. trafił do Centrum Szkolenia Inżynieryjno – Lotniczego w Oleśnicy. Maszyna pochodzi z 1960[12].